# آداپتور میزبان
درحوزه سخت‌افزارهای کامپیوتری، کنترلرمیزبان، آداپتور میزبان یا آداپتور گذرگاه میزبا (HBA)، گذرگاه‌های سیستم کامپیوتری (که به عنوان سیستم میزبان عمل می‌کند) را به دیگر شبکه‌ها و دستگاه‌های ذخیره‌سازی متصل می‌نماید. آداپتورهای میزبان عمدتاً به دستگاه‌هایی اشاره دارند که برای اتصال به SCSI , SAS , Fiber Channel و SATA مورد استفاده قرار می‌گیرند. دستگاه‌های اتصال به FireWire، USB و سایر دستگاه‌ها را می‌توان کنترل‌کننده میزبان یا آداپتور میزبان نیز نامید.
آداپتورهای میزبان را می‌توان با مادربرد ادغام کرد یا روی یک کارت توسعه جداگانه قرار داد .
اصطلاح کنترلر رابط شبکه (NIC) بیشتر برای دستگاه‌هایی استفاده می‌شود که به شبکه‌های کامپیوتری متصل می‌شوند، در حالی که اصطلاح آداپتور شبکه همگرا را می‌توان زمانی به کار برد که پروتکل‌هایی مانند iSCSI یا کانال فیبر روی اترنت اجازه ذخیره‌سازی و عملکرد شبکه را از طریق یک اتصال فیزیکی مشابه می‌دهند.
آداپتورهای میزبان را می‌توان با مادربرد ادغام کرد یا روی یک کارت توسعه جداگانه قرار داد .

## آداپتور میزبان SCSI یک سیستم میزبان و یک SCSI یا سیستم ذخیره‌سازی را متصل می‌کند. این آداپتورها ارتباط سرویس و وظیفه بین میزبان و هدف را مدیریت می‌کنند.
به‌طور معمول درایور دستگاه، متصل به سیستم عامل، خود آداپتور میزبان را کنترل می‌کند.
در یک زیرسیستم SCSI موازی متداول، هر دستگاه یک شناسه عددی منحصر به فرد را به آن اختصاص داده‌است. به عنوان یک قاعده، آداپتور میزبان به عنوان SCSI ID 7 ظاهر می‌شود، که بیشترین اولویت را در گذرگاه SCSI به آن می‌دهد (اولویت با پایین آمدن شناسه SCSI کاهش می‌یابد؛ در یک گذرگاه ۱۶ بیتی یا «عریض»، ID 8 کمترین اولویت را دارد. یک ویژگی که سازگاری با طرح اولویت گذرگاه ۸ بیتی یا «باریک» را حفظ می‌کند).
آداپتور میزبان معمولاً نقش آغازگر SCSI را بر عهده می‌گیرد، به این صورت که دستورات را به سایر دستگاه‌های SCSI صادر می‌کند.
یک کامپیوتر می‌تواند شامل بیش از یک آداپتور میزبان باشد و این ممکن است موجب شود که تعداد دستگاه‌های SCSI موجود، تا حد زیادی افزایش یابد.
تولیدکنندگان اصلی آداپتورهای SCSI HP, ATTO Technology, Promise Technology, Adaptec و LSI Corporation می‌باشند.
شرکت‌های LSI, Adaptec و ATTO، آداپتورهای PCIe SCSI را ارائه می‌کنند که برای Apple Mac، رایانه‌های شخصی اینتل، و مادربردهای کم‌حجمی مناسب هستند و به دلیل وجود اتصال SAS و/یا SATA فاقد پشتیبانی SCSI هستند.

## کانال فیبری
اصطلاح آداپتور باث میزبان (HBA) ممکن است برای به کارت رابط کانال فیبر اشاره داشته باشد. آداپتور باث میزبان به دستگاه‌های موجود در یک شبکه فضای ذخیره‌سازی کانال فیبر اجازه می‌دهد تا داده‌ها بین یکدیگر ارتباط برقرار کنند. همچنین آنها ممکن است یک سرور را به یک سوئیچ یا دستگاه ذخیره‌سازی متصل کنند، یا چندین سیستم ذخیره‌سازی یا چندین سرور را را به هم متصل نماید. آداپتور باث میزبان کانال فیبری، برای سیستم‌های باز، معماری‌های کامپیوتری، و گذرگاه‌ها، از جمله PCI و SBus منسوخ شده در دسترس هستند.
هر کانال فیبر HBA یک نام جهانی منحصر به فرد (WWN) دارد که شبیه به یک آدرس MAC اترنت است که از طرف یک OUI اختصاص داده شده توسط IEEE استفاده می‌کند. با این حال، WWNها طولانی‌تر هستند (۸ بایت). دو نوع WWN در HBA وجود دارد. یک گره WWN (WWNN)، که توسط همه پورت‌ها روی یک آداپتور گذرگاه میزبان مشترک است، و یک پورت WWN (WWPN)، که برای هر پورت منحصر به فرد است. مدل‌های HBA با سرعت‌های مختلف وجود دارند که عبارتند از:
1Gbit/s, 2Gbit/s, 4Gbit/s, 8Gbit/s, 10Gbit/s, 16Gbit/s, 20Gbit/s and 32Gbit/s.
تولیدکنندگان عمده کانال فیبر HBA QLogic و Broadcom هستند. از اواسط سال ۲۰۰۹، این فروشندگان تقریباً ۹۰ درصد از بازار را به اشتراک گذاشته بودند. تولیدکنندگان دیگر عبارتند از Agilent , ATTO، و Brocade.
HBA همچنین به عنوان آداپتور با پهنای باند بالا در موارد کنترلرهای کانال فیبر تعبیر می‌شود.

## InfiniBand
عبارت آداپتور کانال میزبان (HCA) معمولاً برای توصیف InfiniBand مورد استفاده قرار می‌گیرد.

## ATA
آداپتورهای میزبان ATA با مادربردهای اکثر رایانه‌های شخصی مدرن ادغام شده‌اند. آنها اغلب به‌طور نادرست کنترلر دیسکی نامیده می‌شوند. اصطلاح صحیح برای قطعه ای که به رایانه اجازه می‌دهد با یک گذرگاه جانبی صحبت کند، آداپتور میزبان است. یک کنترل‌کننده دیسک مناسب فقط به دیسک اجازه می‌دهد تا با همان گذرگاه صحبت کند.

## SAS و SATA
SAS یا SCSI متصل به سریال اتصال فعلی برای جایگزینی دستگاه‌های SCSI موازی (PAS) نسل قبلی است. Ultra320 بالاترین سطح SCSI موازی موجود بود، اما SAS از آن زمان به عنوان فناوری SCSI با بالاترین عملکرد جایگزین آن شده‌است.
SATA یک فناوری مشابه از جنبه گزینه‌های اتصال است. HBAها را می‌توان با استفاده از یک کانکتور برای اتصال هر دو دستگاه SAS و SATA ایجاد کرد.
تولیدکنندگان اصلی آداپتورهای SAS/SATA عبارتند از Promise Technologies, Adaptec، HP , QLogic , Areca، LSI و ATTO Technology.

## eSATA
محفظه‌ها و درایوهای دیسک سریال ATA خارجی (eSATA) در بازار محاسبات مصرفی موجود است، اما همه مادربردها و کنترلرهای دیسک سازگار با SATA شامل پورت‌های eSATA نیستند. به این ترتیب، آداپتورهایی برای اتصال دستگاه‌های eSATA به پورت‌های یک گذرگاه SATA داخلی در دسترس هستند.

## ورودی/خروجی کانال اصلی
در زمینه پردازنده مرکزی، اصطلاحات آداپتور میزبان یا آداپتور باس میزبان به‌طور سنتی استفاده نمی‌شد. هدف مشابهی از دهه ۱۹۶۰ با کانال I/O به دست آمد، یک پردازنده مجزا که می‌تواند به‌طور مستقل و موازی با CPU به حافظه اصلی دسترسی داشته باشد (مانند DMA بعدی در زمینه کامپیوتر شخصی)، و برنامه‌های اختصاصی I/O خود را در زمانی اجرا می‌کند. توسط CPU کنترل‌کننده به آن اشاره می‌شود.
پروتکل‌هایی که توسط کانال I/O برای برقراری ارتباط با دستگاه‌های جانبی استفاده می‌شود شامل ESCON و FICON جدیدتر است.